# Macropsis palustris
Macropsis palustris är en insektsart som beskrevs av Hamilton 1983. Macropsis palustris ingår i släktet Macropsis och familjen dvärgstritar. Inga underarter finns listade i Catalogue of Life.